# Sexores
Sexores es una banda de shoegazing y dream pop formada originalmente en Quito en 2010 por Emilia Bahamonde y David Yépez y que ha contado con la colaboración de varios músicos itinerantes. Se caracterizan por un sonido que incorpora la programación, sintetizadores análogos y paredes de guitarras. Han participado en festivales y conciertos en varios países de Europa y América.

## Historia
La banda nace en 2010 de la fragmentación de otras agrupaciones quiteñas (Niños Caníbales y Lesbo) con la premisa de juntar sonidos atmosféricos, distorsiones y electrónica. En ese entonces, la formación incluía a otros integrantes, además de sus miembros fundadores. Cada integrante llevaba como pseudónimo un número con la intención de demostrar la relación entre música y matemáticas. En ese año, grabaron su primer maxisencillo 001, que incluía tres temas que comenzaron a sonar en varias estaciones radiales ecuatorianas. Un año después, lanzaron su primer disco de larga duración denominado Amok & Burnout, con un sonido industrial. El resultado final dejó insatisfechos a los fundadores y decidieron hacer un cambio en la formación y en la estética de la banda.
En 2013 lanzaron Titán, un trabajo que más adelante se publicó en vinilo de 7 pulgadas y donde se percibe el sonido que les acompañaría en su carrera futura, con claras influencias de Cocteau Twins, My Bloody Valentine y The Jesus And Mary Chain. Titán encuadró a la banda en la escena de shoegazing y dream pop en América Latina. A mediados de ese año se mudan a España, donde comienzan a gestar su segundo larga duración, llamado Historias de Frío. La prensa internacional aclama este trabajo, que promocionaron en una gira por Europa y Estados Unidos, y llegó a ser parte de los mejores discos de 2014 en varias listas internacionales. Ese año, formaron parte del cartel del Festival South by Southwest.
De vuelta en Ecuador en 2015, Sexores tocaron en varios festivales incluidos la Fiesta de la Música y el Quito Fest, convirtiéndose en pioneros del género en su país. Asimismo, visitan por primera vez Perú, uno de sus mercados más importantes. Al año siguiente lanzan su primer EP en formato casete, denominado Red Rooms, con la colaboración del sello italiano Coypu Records. La temática de este álbum hace referencia a niños asesinos y los ubica del lado del rock gótico y el dark wave.
Publicaron el álbum doble East / West en 2018, trabajo coproducido por el miembro de la banda Can Can Daniel Pasquel y lanzado por el sello peruano Buh Records. Con este disco, la banda visitó Perú, Bolivia, Chile, México y Colombia. A finales de este año, la banda se muda a la Ciudad de México. Uno de los temas de este disco, «The city that sorrow built», aparece en la serie web mexicana Diablero.
A comienzos de la pandemia de COVID-19, Sexores lanzaron Salamanca, un álbum con un concepto feminista, que retrata la cacería de brujas y celebra a las mujeres injustamente asesinadas. Este larga duración se creó utilizando software libre, buscando la autonomía tecnológica dentro de una obra que tiene a la libertad como concepto principal. El disco fue apreciado por la prensa internacional, y las listas de medios como NPR y The New York Times lo calificaron com uno de los mejores discos del año.
A finales de 2020, en conmemoración de sus 10 años de vida, Sexores presentan X, que compila doce canciones de su discografía reinterpretadas por doce bandas.
Tras un paréntesis de tres años, la banda retoma su distintivo dream pop experimental y electrónico, exhibiendo su maestría en el uso de sintetizadores analógicos, programación y capas de guitarra. El disco conceptualiza el recorrido de Sexores por Sudamérica, construyendo una narrativa que honra el territorio y amplía la comprensión de un mundo a menudo etnocéntrico.

## Discografía

### Álbumes
- 2011 - Amok & Burnout
- 2014 - Historias de Frío
- 2018 - East / West
- 2020 - Salamanca
- 2021 - X

### EPs
- 2016 - Red Rooms
- 2023 - Mar del Sur

### Sencillos
- 2010 - 001
- 2013 - Titán
- 2015 - Maceió

### Colaboraciones
- 2012 - Tren (feat. Marley Muerto)
- 2015 - New Terrain (feat. Anthetic)
- 2021 - Abducción en el puente de la Romera (feat. Amparo Carmen Teresa Yolanda)

### Versiones
- 2016 - Cuando estoy con él (Jeanette)
- 2016 - Something More (Chapterhouse)
- 2017 - Allures (Stereolab)
- 2018 - I'll Be Home for Christmas (Bing Crosby)